# Wissembourg
Wissembourg (tysk: Weißenburg im Elsass) er en by og kommune i departementet Bas-Rhin i den franske region Alsace.
- Wissembourg